# Трава (роман)
«Трава» (англ. Grass) — науково-фантастичний роман Шері С. Теппер, вперше опублікований 1989 року, частина трилогії про Марджорі Вестрайдінг (англ. Marjorie Westriding), або більш відомої як «Арбаї» (англ. Arbai). Стилізований під екологічну містерію, роман презентує одну з її ранніх і, можливо, найрадикальніших думок щодо тем, які домінуватимуть у романі, де відторгнення планети чітко пов'язане з гендерною та соціальною нерівністю.
Роман належить і до найкращих робіт письменниці, і до кращих взірців науково-фантастичної літератури загалом. 1990 року «Траву» була номіновано на премію Г'юго та Локус. 2002 року SF Masterworks включили роман до складу класичної науково-фантастичної паперової бібліотеки.

## Загальна характеристика
Головна героїня Марджорі Вестрайдінг-Ірарієр (англ. Marjorie Westriding-Yrarier) перериває сімейні проблеми та конфлікти на релігійному ґрунті, оскільки її сім'я вирушає на маловивчену планету Трава (англ. Grass), щоб знайти ліки проти таємничої іншопланетної чуми, якою хворіє все людство, окрім мешканців Трави. Першим етапом цього пошуку повинна стати дружба з людською аристократією планети, яка, здавалося б, одержима місцевим варіантом полювання на лис й при цьому використовує рідну фауну планети замість коней, собак та лисиць, які знаходяться на Землі.

## Сюжет
У віддаленому майбутньому Терра (Земля) перетворилася на перенаселену та ресурсно виснажену планету. Це стало однією з причин того, що людська раса розповсюдилася по галактиці та заселила нові світи. Один з таких світів і був названий Травою, який отримав свою назву через те, що майже вся поверхня планети вкрита різнобарвними преріями.
Поширення ганебної невиліковної чуми по населених пунктах всього відомого простору спонукало авторитарних релігійних правителів людства, Святих (англ. Sanctity), відправити дослідників до Траву, єдине місце, яке, начебто, не зачіпає чуму, в надії на пошук ліків. Враховуючи, що переважно аристократичні мешканці Трави розвинулася одержимість місцевим варіантом полювання на лис, використовуючи рідну фауну планети замість коней, собак та лисиць, які знаходяться на Землі, Святі обирають сім'ю Вестрайдінг-Ірарієр, чий досвід у верховій їзді та приналежність до знаті, як вони очікують, найкращим чином дозволять «агентам» успішно проникнути в суспільство та дізнатися більше про таємничу досі планету.

## Продовження
«Трава» — перший роман трилогії «Арбаї». Сиквели — «Піднімання каміння» (англ. Raising the Stones) та «Інтермедія» (англ. Sideshow).

## Нагороди
1990 року роман «Трава» було включено до шорт-листа нагород Г'юго та Локус.